# John Havlicek
John Joseph Havlicek (Martins Ferry, 8 april 1940 – Jupiter, 25 april 2019) was een Amerikaanse basketballer die uitsluitend speelde voor de Boston Celtics in de NBA. Met de Celtics won hij acht NBA-kampioenschappen. Tevens is hij all-time topscorer van Boston Celtics.

## Biografie
Havlicek studeerde aan de Ohio State University en onderscheidde zich in zowel basketbal als American football. Met het basketbalteam haalde hij drie keer de finale van het NCAA-toernooi, hij won in 1960 en verloor in de volgende twee jaar. In 1962 werd Havlicek gelijktijdig gekozen door het professionele basketbalteam Boston Celtics in de NBA en het American footballteam Cleveland Browns in de NFL. Nadat hij voor een korte tijd  de training had geprobeerd bij de Cleveland Browns, besloot hij voor basketbal te kiezen.
Havlicek won met de Celtics tussen 1962/63 en 1965/66 vier opeenvolgende kampioenschappen. Tijdens het seizoen 1966/67 verloren de Celtics in de finale van de Eastern Division tegen de Philadelphia 76ers van Wilt Chamberlain. De twee daaropvolgende seizoenen behaalde Havlicek met de Boston Celtics zijn vijfde en zesde titel in de NBA. De overwinningen van Havlicek hielden daar niet op, want in de jaren zeventig won hij nog twee kampioenschappen (1973/74en 1975/76), met een compleet ander team dan dat van de jaren zestig. In 1974 werd Havlicek uitgeroepen tot NBA Finals MVP.
Na het seizoen 1977/78 beëindigde Havlicek zijn professionele loopbaan als speler. Zijn rugnummer 17 werd onmiddellijk door de Boston Celtics uit roulatie gehaald. In zestien seizoenen bij de Boston Celtics behaalde hij acht titels en anno 2021 is hij nog steeds all-time topscorer van de Boston Celtics. Hij werd dertien keer geselecteerd voor de NBA All-Star Game. In 1984 werd hij ingewijd tot de Basketball Hall of Fame. In 1996 maakte hij ook deel uit van de lijst van 50 beste NBA-spelers aller tijden.
Op 25 april 2019 overleed Havlicek op 79-jarige leeftijd.

## Prijzen en onderscheidingen
- NBA-kampioen: 1962/63, 1963/64, 1964/65, 1965/66, 1967/68, 1968/69, 1973/74, 1975/76
- NBA Finals Most Valuable Player Award: 1974
- NBA All Star: 1966, 1967, 1968, 1969, 1970, 1971, 1972, 1973, 1974, 1975, 1976, 1977, 1978
- All-NBA First Team: 1971, 1972, 1973, 1974
- All-NBA Second Team: 1964, 1966, 1968, 1969, 1970, 1975, 1976
- NBA All-Defensive First Team: 1972, 1973, 1974, 1975, 1976
- NBA All-Defensive Second Team: 1969, 1970, 1971
- NBA All-Rookie First Team: 1963
- NBA 35th Anniversary Team
- NBA 50th Anniversary Team
- NBA 75th Anniversary Team
- Nummer 17 teruggetrokken door de Boston Celtics
- Nummer 5 teruggetrokken door de Ohio State Buckeyes
- College Basketball Hall of Fame: 2006
- Basketball Hall of Fame: 1984

## Statistieken

### Reguliere Seizoen
| Seizoen        | Team           | WG    | WS | MPW  | 2P%  | 3P% | FW%  | RPW | APW | SPW | BPW | PPW  |
| -------------- | -------------- | ----- | -- | ---- | ---- | --- | ---- | --- | --- | --- | --- | ---- |
| 1962-1963      | Boston Celtics | 80    | -  | 27,5 | 44,5 | -   | 72,8 | 6,7 | 2,2 |     |     | 14,3 |
| 1963-1964      | Boston Celtics | 80    | -  | 32,3 | 41,7 | -   | 74,6 | 5,4 | 3,0 |     |     | 19,9 |
| 1964-1965      | Boston Celtics | 75    | -  | 28,9 | 40,1 | -   | 74,4 | 4,9 | 2,7 |     |     | 18,3 |
| 1965-1966      | Boston Celtics | 71    | -  | 30,6 | 39,9 | -   | 78,5 | 6,0 | 3,0 |     |     | 18,8 |
| 1966-1967      | Boston Celtics | 81    | -  | 32,1 | 44,4 | -   | 82,8 | 6,6 | 3,4 |     |     | 21,4 |
| 1967-1968      | Boston Celtics | 82    | -  | 35,6 | 42,9 | -   | ,812 | 6,7 | 4,7 |     |     | 20,7 |
| 1968-1969      | Boston Celtics | 82    | -  | 38,7 | 40,5 | -   | 78,0 | 7,0 | 5,4 |     |     | 21,6 |
| 1969-1970      | Boston Celtics | 81    | -  | 41,6 | 46,4 |     | 84,4 | 7,8 | 6,8 |     |     | 24,2 |
| 1970-1971      | Boston Celtics | 81    | -  | 45,4 | 45,0 | -   | 81,8 | 9,0 | 7,5 |     |     | 28,9 |
| 1971-1972      | Boston Celtics | 82    | -  | 45,1 | 45,8 | -   | 83,4 | 8,2 | 7,5 |     |     | 27,5 |
| 1972-1973      | Boston Celtics | 80    | -  | 42,1 | 45,0 | -   | 85,8 | 7,1 | 6,6 |     |     | 23,8 |
| 1973-1974      | Boston Celtics | 76    | -  | 40,7 | 45,6 | -   | 83,2 | 6,4 | 5,9 | 1,3 | 0,4 | 22,6 |
| 1974-1975      | Boston Celtics | 82    | -  | 38,2 | 45,5 | -   | 87,0 | 5,9 | 5,3 | 1,3 | 0,2 | 19,2 |
| 1975-1976      | Boston Celtics | 76    | -  | 34,2 | 45,0 | -   | 84,4 | 4,1 | 3,7 | 1,3 | 0,4 | 17,0 |
| 1976-1977      | Boston Celtics | 79    | -  | 36,9 | 45,2 | -   | 81,6 | 4,8 | 5,1 | 1,1 | 0,2 | 17,7 |
| 1977-1978      | Boston Celtics | 82    | -  | 34,1 | 44,9 | -   | ,855 | 4,0 | 4,0 | 1,1 | 0,3 | 16,1 |
| Carrière       | Carrière       | 1.270 | -  | 36,6 | 43,9 | -   | 81,5 | 6,3 | 4,8 | 1,2 | 0,3 | 20,8 |
| All Star-games | All Star-games | 13    | 10 | 23,3 | 48,1 | -   | 75,6 | 3,5 | 2,6 | 0,3 | 0   | 13,8 |

### Playoffs
| Seizoen   | Team           | WG  | WS | MPW  | 2P%  | 3P% | FW%  | RPW | APW | SPW | BPW | PPW  |
| --------- | -------------- | --- | -- | ---- | ---- | --- | ---- | --- | --- | --- | --- | ---- |
| 1962-1963 | Boston Celtics | 11  | -  | 23,1 | 44,8 | -   | 66,7 | 4,8 | 1,5 |     |     | 11,8 |
| 1963-1964 | Boston Celtics | 10  | -  | 28,9 | 38,4 | -   | 79,5 | 4,3 | 3,2 |     |     | 15,7 |
| 1964-1965 | Boston Celtics | 12  | -  | 33,8 | 35,2 | -   | 83,6 | 7,3 | 2,4 |     |     | 18,5 |
| 1965-1966 | Boston Celtics | 17  |    | 42,3 | 40,9 |     | 84,1 | 9,1 | 4,1 |     |     | 23,6 |
| 1966-1967 | Boston Celtics | 9   |    | 36,7 | 44,8 |     | 80,3 | 8,1 | 3,1 |     |     | 27,4 |
| 1967-1968 | Boston Celtics | 19  | -  | 45,4 | 45,2 | -   | 82,8 | 8,6 | 7,5 |     |     | 25,9 |
| 1968-1969 | Boston Celtics | 18  | -  | 47,2 | 44,5 | -   | 85,5 | 9,9 | 5,6 |     |     | 25,4 |
| 1971-1972 | Boston Celtics | 11  | -  | 47,0 | 46,0 | -   | 85,9 | 8,4 | 6,4 |     |     | 27,4 |
| 1972-1973 | Boston Celtics | 12  | -  | 39,9 | 47,7 | -   | 82,4 | 5,2 | 5,4 |     |     | 23,8 |
| 1973-1974 | Boston Celtics | 18  | -  | 45,1 | 48,4 | -   | 88,1 | 6,4 | 6,0 | 1,3 | 0,3 | 27,1 |
| 1974-1975 | Boston Celtics | 11  | -  | 42,2 | 43,2 | -   | 86,8 | 5,2 | 4,6 | 1,5 | 0,1 | 21,1 |
| 1975-1976 | Boston Celtics | 15  | -  | 33,7 | 44,4 | -   | 80,9 | 3,7 | 3,4 | 0,8 | 0,3 | 13,2 |
| 1976-1977 | Boston Celtics | 9   | -  | 41,7 | 37,1 | -   | 82,0 | 5,4 | 6,9 | 0,9 | 0,4 | 18,3 |
| Carrière  | Carrière       | 172 | -  | 39,9 | 43,6 | -   | 83,6 | 6,9 | 4,8 | 1,1 | 0,3 | 22,0 |

4 Lovellette ·
6 Russell ·
12 Swartz ·
14 Cousy ·
15 Heinsohn ·
16 Sanders ·
17 Havlicek ·
18 Loscutoff ·
20 Guarilia ·
23 Ramsey ·
24 S. Jones ·
25 KC Jones ·
Coach Auerbach
4 Lovellette ·
6 Russell ·
12 Naulls ·
15 Heinsohn ·
16 Sanders ·
17 Havlicek ·
18 Loscutoff ·
20 Siegfried ·
21 McCarthy ·
23 Ramsey ·
24 S. Jones ·
25 KC Jones ·
Coach Auerbach
6 Russell ·
11 Counts ·
12 Naulls ·
15 Heinsohn ·
16 Sanders ·
17 Havlicek ·
18 Thompson ·
20 Siegfried ·
21 Bonham ·
24 S. Jones ·
25 KC Jones ·
Coach Auerbach
5 Thompson ·
6 Russell ·
11 Counts ·
12 Naulls ·
14 Watts ·
16 Sanders ·
17 Havlicek ·
18 Sauldsberry ·
19 Nelson ·
20 Siegfried ·
21 Bonham ·
24 S. Jones ·
25 KC Jones ·
Coach Auerbach
6 Russell · 
11 Graham · 
12 Thacker · 
16 Sanders · 
17 Havlicek · 
18 Howell · 
19 Nelson · 
20 Siegfried · 
24 S. Jones · 
26 Weitzman · 
27 J. Jones · 
28 Embry · 
Coach Russell
6 Russell · 
7 Bryant · 
11 Graham · 
12 Chaney · 
16 Sanders · 
17 Havlicek · 
18 Howell · 
19 Nelson · 
20 Siegfried · 
24 Jones · 
26 Johnson · 
28 Barnes · 
Coach Russell